# Martine Fenger
Martine Fenger (9 oktober 2006) is een Noors voetbalspeelster. Ze speelt als aanvaller voor FC Barcelona B in de Primera Federación.

## Clubcarrière
Fenger begon met voetballen bij IK Gimletroll. In het najaar werd ze door  hoofdcoach Steinar Pedersen naar Amazon Grinstad gehaald. Voor deze club maakte ze haar debuut in de 1. divisjon op 2 oktober 2021, een paar dagen voorafgaande aan haar vijftiende verjaardag. Hier wekte ze al snel de interesse van meerdere clubs actief in de Toppserien, het hoogste vrouwenvoetbalniveau van Noorwegen. Onder meer Kolbotn IL en Vålerenga IF nodigden Fenger uit voor een trainingsstage. Op 16 april 2022 tekende Fenger een contract bij eerstgenoemde club. In een uitwedstrijd tegen Stabæk IF in augustus 2022 maakte Fenger haar debuut in de Toppserien.  Ze wist niet te voorkomen dat Kolbotn IL aan het einde van het seizoen degradeerde naar de 1. divisjon. In het volgende seizoen wist Fenger in deze competitie tien doelpunten in twaalf wedstrijden te maken.
De Noorse krant Oppegård Avis wist op 6 juni 2023 te onthullen dat Fenger de interesse had gewekt van Champions League winnaar FC Barcelona. In haar contract stond dat Fenger voor 50.000 Noorse Kroon kon worden overgenomen van Kolbotn IL. Deze clausule was echter in strijd met de voorschriften van de Noorse voetbalbond. Toen de directeur van Kolbotn IL weet kreeg van de illegale clausule, werd de overeenkomst omgezet in een mondelinge overeenkomst om tot een oplossing te komen. Daarnaast werd ontkend dat het ging om een bedrag van 50.000 Noorse kronen, maar dat er sprake was van een lager bedrag dan de waarde van Fenger.
Op 29 juni 2023 tekende Fenger een driejarig contract bij FC Barcelona. Om speelminuten te maken komt ze uit voor B-team van de club actief in de Primera Federación.

## Statistieken
| Seizoen | Club       | Land      | Competitie | Wedstrijden | Doelpunten |
| ------- | ---------- | --------- | ---------- | ----------- | ---------- |
| 2022    | Kolbotn IL | Noorwegen | Toppserien | 3           | 1          |
| Totaal  | Totaal     | Totaal    | Totaal     | 3           | 1          |

Laatste update: 2 januari 2025

## Interlandcarrière
Fenger komt sinds 2023 uit voor Noorwegen -19. 